# Tofoe

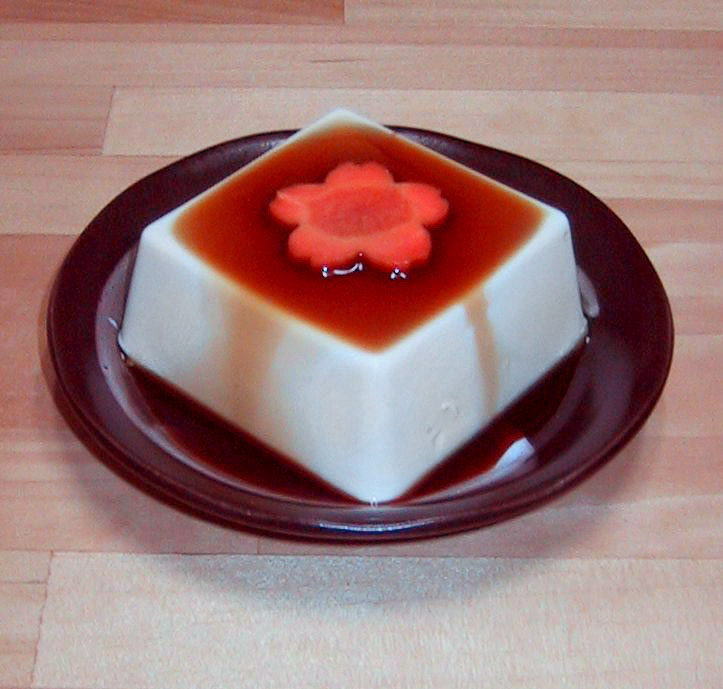
Tofoe met sojasaus en winterpeen.

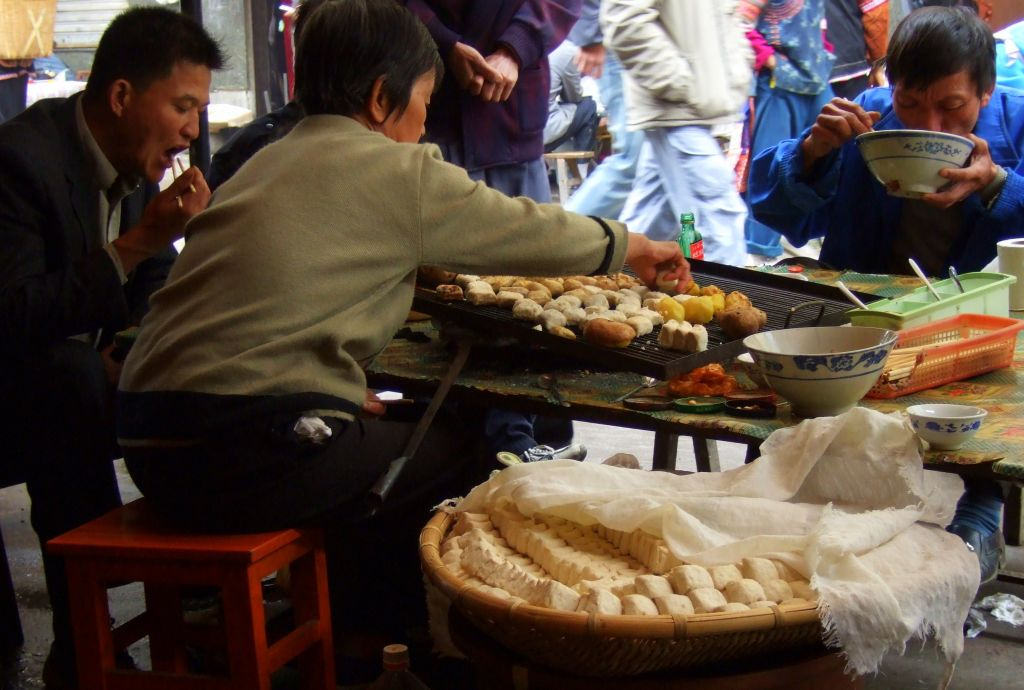
Tofoe en aardappels worden gegrild in een straatstalletje in China.

Tofoe of tofu (Chinees: 豆腐; transliteratie: dòufǔ, Japans: tōfu) is een eiwitrijk sojaproduct uit de Aziatische keuken.
Tofoe wordt veel gebruikt als vleesvervanger. Het wordt gemaakt door sojamelk te laten stremmen met natuurlijke mineraalrijke coagulanten (bijvoorbeeld nigari) op basis van calcium en magnesium (typisch calciumchloride, calciumsulfaat of magnesiumsulfaat). De tofoe heeft doorgaans een witte kleur en smaakt redelijk neutraal, maar neemt gemakkelijk de smaak van andere ingrediënten over. Tofoe wordt daarom in veel gevallen gemarineerd (in bijvoorbeeld sojasaus) en vervolgens gebakken. Ook kan het verwerkt worden in broodbeleg, tofuburgers en andere vegetarische recepten.

## Naam
Het product kent zijn oorsprong in China, het wordt voor het eerst vermeld in de geschiedenis van de Han-dynastie. Oorspronkelijk is doufu de Standaardmandarijnse naam, tahu de Indonesische en tahoe de Indische. De Indonesische naam komt van het Minnanese woord "tāu-hū". Het Minnanees wordt door veel Chinese Indonesiërs gesproken. In Nederland is de uitspraak overgenomen van het Japanse woord tōfu, nadat eerder de Maleise naam 'tahoe' gebruikelijk was. In de Indische keuken wordt deze naam nog steeds gebruikt.

## Gezondheid
Tofoe is een calorie-arm en eiwitrijk product dat alle essentiële aminozuren, mineralen als natrium, kalium, calcium, fosfor, magnesium, ijzer, zink en vitamines als B1, B2 en B3 bevat. Tofoe is echter geen bron van vitamine B12, hoewel dat in supermarktproducten soms kunstmatig wordt toegevoegd.
Uit onderzoek van de universiteiten van Loughborough en Oxford uit 2008 bleek dat er een relatie zou zijn tussen het meer dan gemiddeld eten van tofoe en geheugenverlies en dementie bij Indonesische mensen van met name 68 jaar en ouder. Dit komt doordat in Indonesië formaldehyde wordt gebruikt als conserveermiddel, uit tientallen onderzoeken blijkt dat tofoe zelf niet tot geheugenverlies of dementie leidt. Het onderzoek uit 2008 wees ook uit dat consumptie van tempé, een ander sojaproduct, juist tot verbetering van het geheugen lijkt te leiden.

## Soorten tofoe
- Stevige tofoe
- Zijdetofoe of zachte tofoe
- Gemarineerde tofoe
- Gerookte tofoe
- Diepgevroren tofoe
- Gefrituurde tofoe
- Zongedroogde tofoe